# 海音
海音（あまね、2001年10月15日 - ）は、日本のモデルである。大阪府大阪市出身。
5歳の時にキッズモデルとして活動を始めた。2014年に難病の多発血管炎性肉芽腫症を発症して右足を切断する手術を受け、一時はモデルの道を諦めたが、2020年に義足モデルとして復帰した。

## 略歴
2001年（平成13年）10月15日に誕生した。名前の「海音」は両親が新婚旅行で訪れたグアムの海と母親が声楽に打ち込んでいたことに由来する。
幼い頃からかわいい服やメイクが大好きであった。5歳の時にアパレルブランドのフォトコンテストでグランプリを受賞し、カタログモデルとして活動を開始した。複数のブランドでカタログ撮影を行ったり、キッズコレクションへ出演したりした。アパレルブランドの広告や雑誌の表紙も飾った。小学4年生（10歳）からはアイドルグループにも参加した。将来の夢は、芸能（モデル）の道に進むことであった。
小学6年生の時に身体に異変が起き、2014年2月3日に大阪医科大学で指定難病「多発血管炎性肉芽腫症」と診断された。血管に炎症が起きて十分に血液が流れなくなった影響で右足の先の細胞は壊死しており、中学1年生であった2014年7月3日に右足の膝下を切断する手術を受けた。手術後は義足を装着してリハビリを始め、1か月でスムーズに歩けるようになり、自転車にも乗れるほど上手く使いこなせるようになった。しかし、歩けるようになったのが嬉しい一方で、周囲に義足を知られるのが怖く、すれ違う人の視線も気になり、対人恐怖症になった。また、薬の副作用で体重が約30kgも増え、体型が変わったことで自信を喪失した。モデルの仕事について一切考えられなくなり、所属していた事務所も辞めた。
塞ぎ込んでいた海音の様子を見かねた主治医から難病の子どもの夢をかなえる団体「メイク・ア・ウィッシュ オブ ジャパン」に応募することを勧められ、モデルの夢を諦める前に最後の記念にと思い、2017年4月4日に写真家の蜷川実花に撮影してもらった。その撮影現場にたまたま東京ガールズコレクションの主催者がいて、オーディションへの参加を勧められた。義足を隠して応募し最終選考までは残ったが舞台に立つ事は出来なかった。義足を隠したままモデルをするのは無理だと感じここでモデル活動を諦めた。
転機が訪れたのは、高校3年生の夏。2019年10月、義足が合わなくなり、日本でも指折りの義肢装具士の臼井二美男に調整をお願いするため東京に行った。その時、臼井からパラスポーツ選手らを撮影する写真家の越智貴雄を紹介してもらった。越智は「写真集『切断ヴィーナス』の第２段を出すから是非モデルになって欲しい」と海音に伝えたが、義足である事を周囲に隠し続けていた海音は、義足をオープンにしてモデルになるのをためらっていた。すると越智は大阪まで海音を訪ねて「義足をハイブランドのアクセサリーのようなかっこいいものにしたいんだよね」と熱心に何度も話をした。越智の話を聞くうちに心を動かされていき、義足は恥ずかしいものではなくキラキラした存在になれたら嬉しいなと思うようになり、義足を出してモデルになってみようと決心がついた。越智から『切断ヴィーナス』への参加に打診されたことがきっかけで、諦めていたモデルになるという夢に再挑戦することを決心した。その後、日本各地で越智が海音の写真を撮影し、徐々にモデルとしての勘と自信を取り戻していった。2020年8月25日に、越智が企画した義足の女性たちによるファッションショー「切断ヴィーナスショー」のトップバッターに登場し、義足モデルとしての再出発を果たした。衣装の一つには高校時代の制服を選択し、義足を隠していた当時は履けなかったミニスカートを着用した。この切断ヴィーナスショーを機に、周囲にも義足を公表し正式にモデル活動を再開した。切断ヴィーナスショーの同日「切断ヴィーナスチャリティーカレンダー2021」が発売され、海音の写真も掲載された。カレンダーの売上は医療従事者へ全額寄付された。2021年11月1日に発売された越智貴雄写真集「切断ヴィーナス２」には、2019年から2年間に渡って撮影された海音のポートレートやファッションショーの写真が掲載されている。
また、2016年リオデジャネイロパラリンピックの閉会式の映像で義足モデルのGIMICO（ギミコ）が堂々とランウェイを歩いている様子を見たり、元パラリンピック選手でモデルや女優として活躍するエイミー・マリンズの存在に憧れを抱く。
2021年にPERSOLが開催した「PERSOL Work-Style AWARD 2021〜はたらいて、笑おう。〜」でダイバーシティ部門を受賞した。
2021年8月8日の2020年東京オリンピックの閉会式の国旗掲揚の旗を運ぶ役として登場し、直後の同年8月24日の2020年東京パラリンピックの開会式セレモニーに出演者として登場しダンスを披露する。

## 人物・エピソード
- 多発血管炎性肉芽腫症の発症により小学校の卒業式は欠席した[7]。中学3年間は病気の再発による入退院を繰り返し、登校できたのは数日であった[1][2][13]。登校しても義足を知られるのが怖く、教室には行けなかった[1]。中学校を卒業するまで同級生に義足のことは隠し通した[5]。高校は校則が厳しくなく[2]、週2日の通学で済む通信制の高校に進学した[5]。高校では規定よりも丈が長い特注の膝丈スカートで過ごし[7]、制服の下に黒タイツを履いたり、ズボンを履いたりして義足を隠していた[2]。
- 目標とする人物・憧れの人物として、エイミー・マリンズの名前を挙げている[3][4][5][8][15]。
- 2020年11月19日にフジテレビで放送された『奇跡体験!アンビリバボー』に出演[16]、「誰にも言えない秘密 過酷な運命に翻弄された少女」として取り上げられた[5]。
- 小学館の雑誌『CanCam』2021年1月号の「トラウデン直美と考える 私たちと「SDGs」」連載Vol.2でトラウデン直美とコラボレーションした[17]。

## 出演

### CM
- GU「ファッションは自由だ。」篇（2021年）[18]